# 외레순선
외레순선(덴마크어: Øresundsbanen, 스웨덴어: Öresundsbanan)은 외레순 대교를 포함하는 스웨덴 말뫼-덴마크 코펜하겐 간 철도 노선이다. 구 선로는 스웨덴 콘티넨탈 선의 포시에뷔에서 분기하고, 덴마크 베스트 선의 뒤벨스브로에서 합류한다. 시티 터널 개통 이후에는 말뫼 C 지하 승강장에서 출발한다.

## 노선
구 선로는 콘티넨탈 선에서 분기하며, 스웨덴을 벗어나기 전 마지막 역으로 말뫼 쉬드 스보예르토르프 역이 있다. 외레순 선 개통 이후 시티 터널 운행 직전까지 영업하였으며, 시티 터널 개업 이후 위스타드/트렐레보리 방면 연결선 개통 때까지 영업을 중단할 예정이다. 신 선로는 말뫼 C 지하 승강장에서 출발하여, 스웨덴을 벗어나기 전까지 트리앙겔른, 휠리에 역을 경유한다.
스웨덴에서 외레순 대교를 진입할 때 전기 방식을 교류 15kV에서 25kV로 전환한다. 교량 구간은 스웨덴 ATC 신호를 사용하며, 페베르홀름 섬 및 드로그덴 터널에서는 덴마크 ATC 신호로 전환한다. 스웨덴 신호를 사용하는 구간에서는 시속 200km까지 허용되며, 덴마크 신호를 사용하는 구간에서는 시속 180km로 낮아진다. 교량과 터널을 통과하고 나면 덴마크의 첫 역으로 코펜하겐 공항역이 있으며, 이후 토른뷔 역과 외레스타드 역을 거쳐서 베스트 선에 합류하여 코펜하겐 H로 진입한다.
코펜하겐 H-코펜하겐 공항 및 외레순 대교는 우측 통행이며, 시티 터널 개통 이전까지는 부를뢰브까지 우측 통행을 유지하였으나 개통 이후 전 구간 우측 통행이다.

## 운영
외레순토그(Öresundståg/Øresundstog) 열차가 헬싱외르-코펜하겐-말뫼-예테보리/칼마르/카를스크로나를 연결하며, 행선지는 교대로 출발한다. 스웨덴 SJ에서는 스톡홀름/예테보리발 X 2000 열차를 코펜하겐/오덴세까지 운행하며, 덴마크 DSB에서는 고속 페리와 연계하여 코펜하겐-위스타드-보른홀름 섬(뢴네)까지 운행한다. 위스타드-뢴네 간은 페리로 운행한다. 이 외에도 국경을 통과하는 기타 여객 및 화물 열차가 존재한다.

## 사진

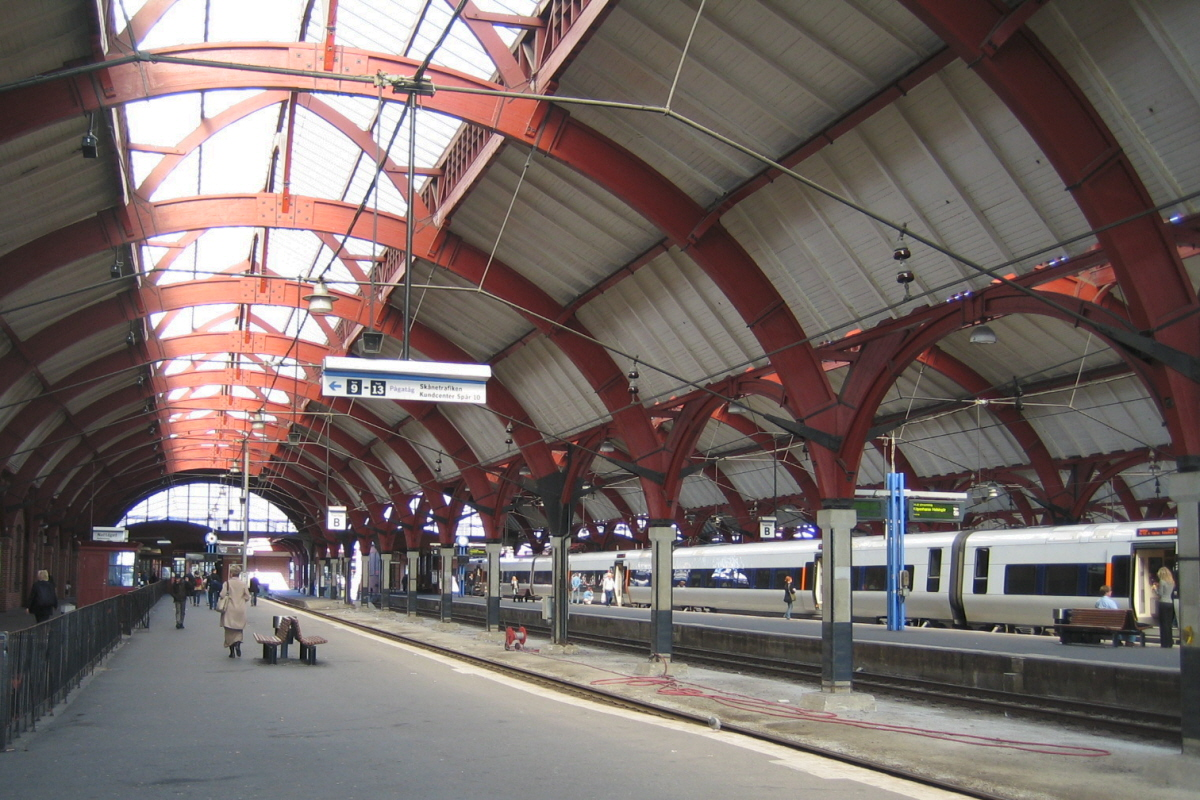
말뫼 C
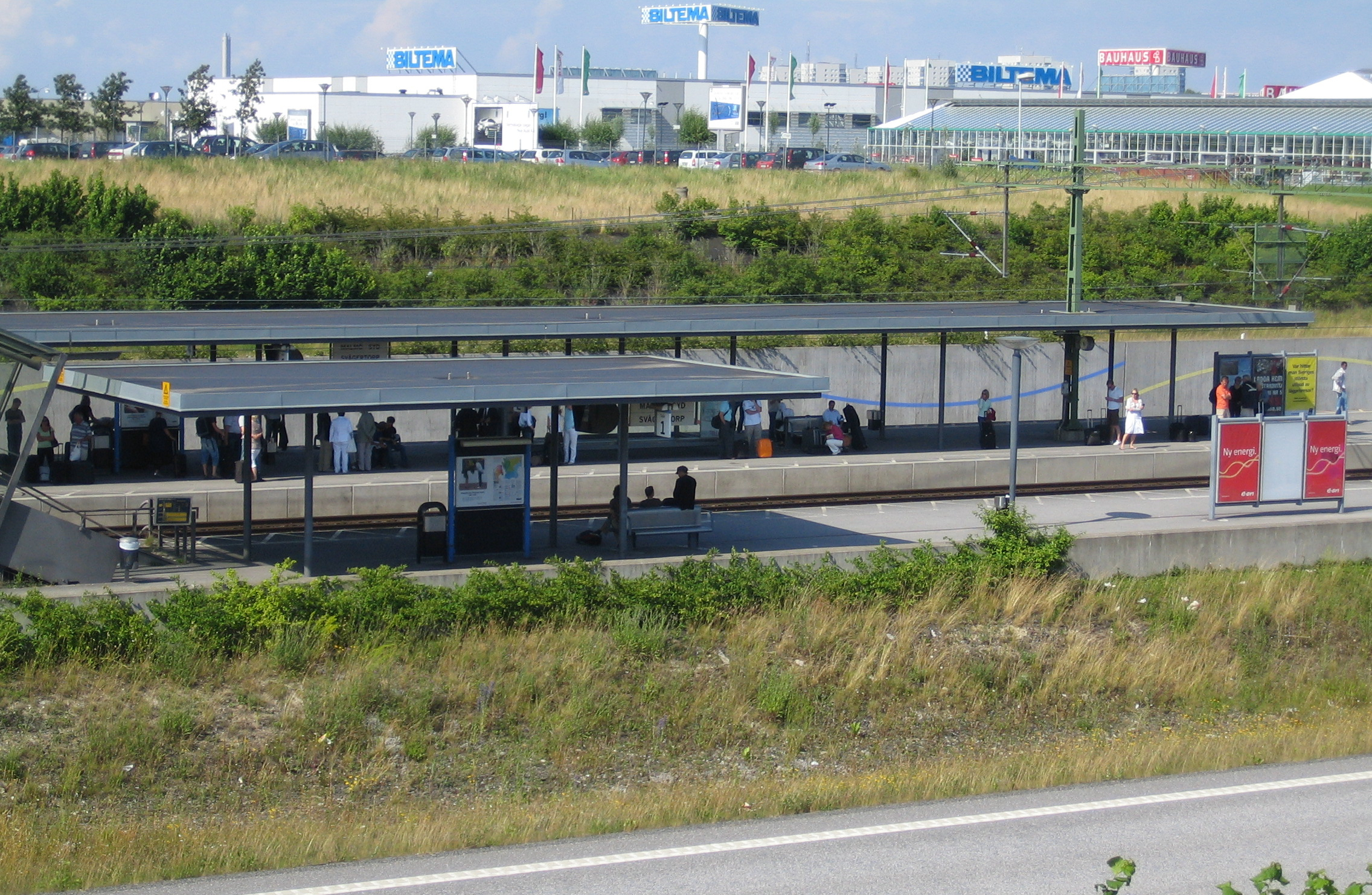
말뫼 쉬드 스보예르토르프
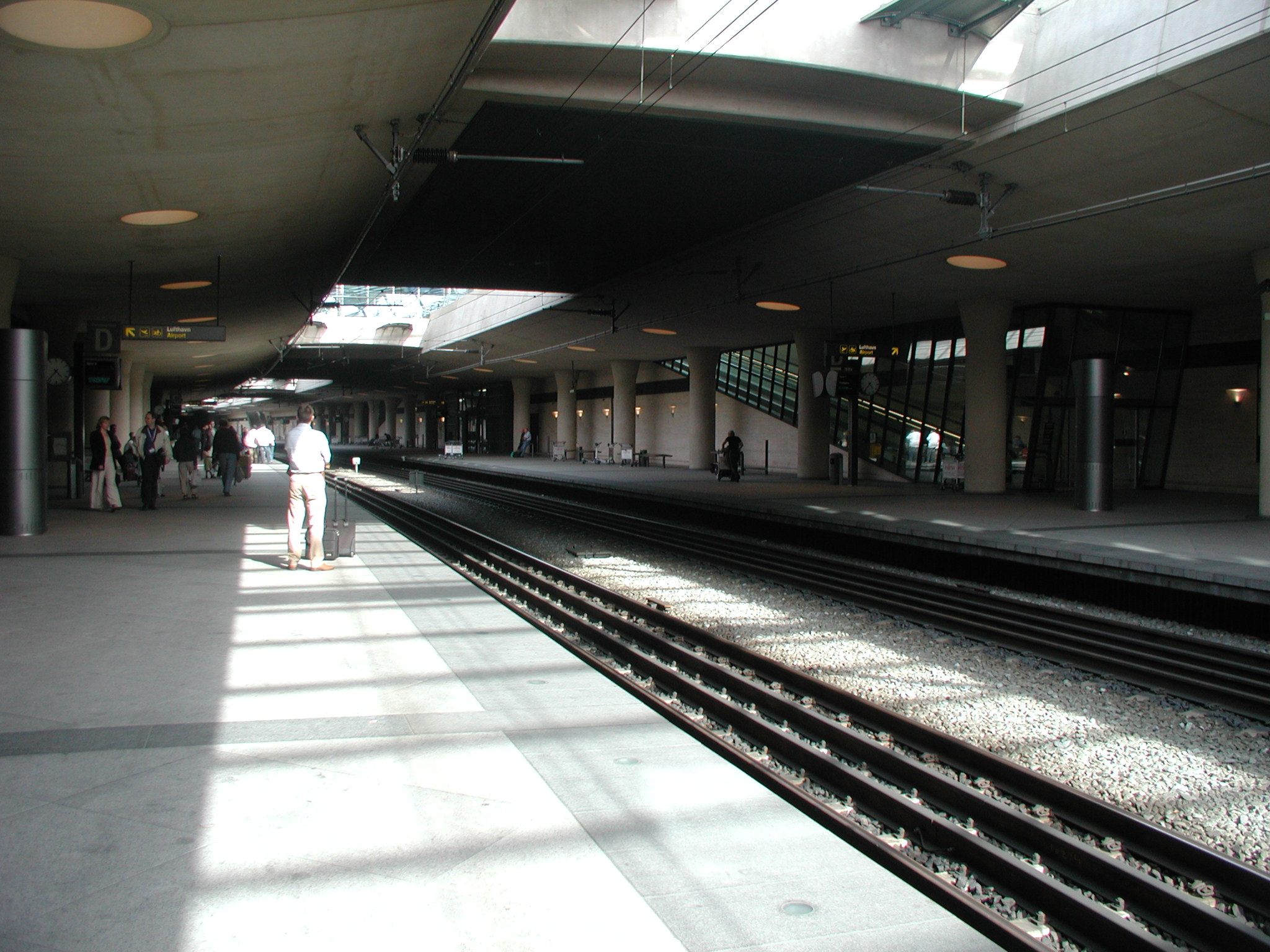
코펜하겐 공항
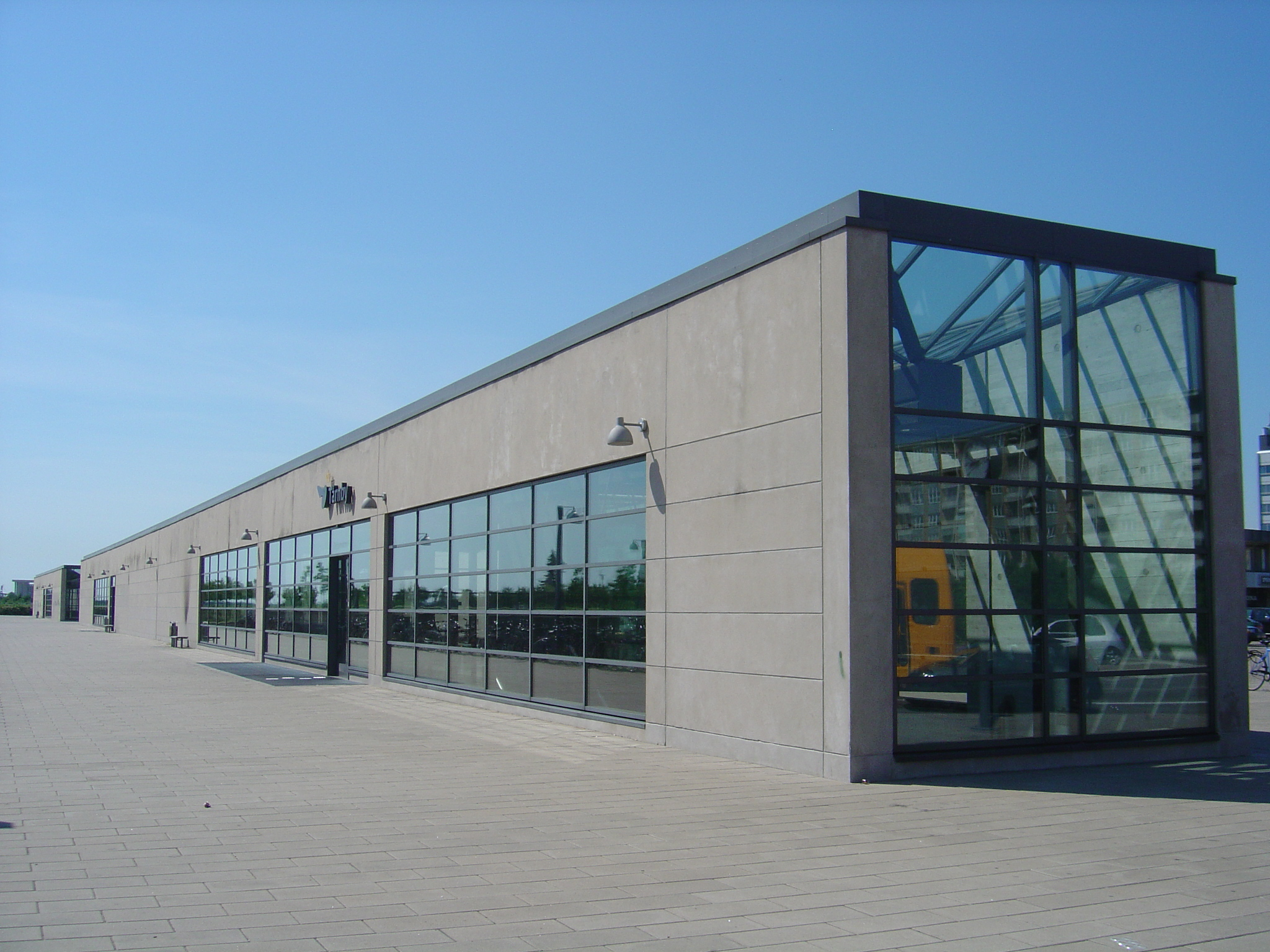
토른뷔
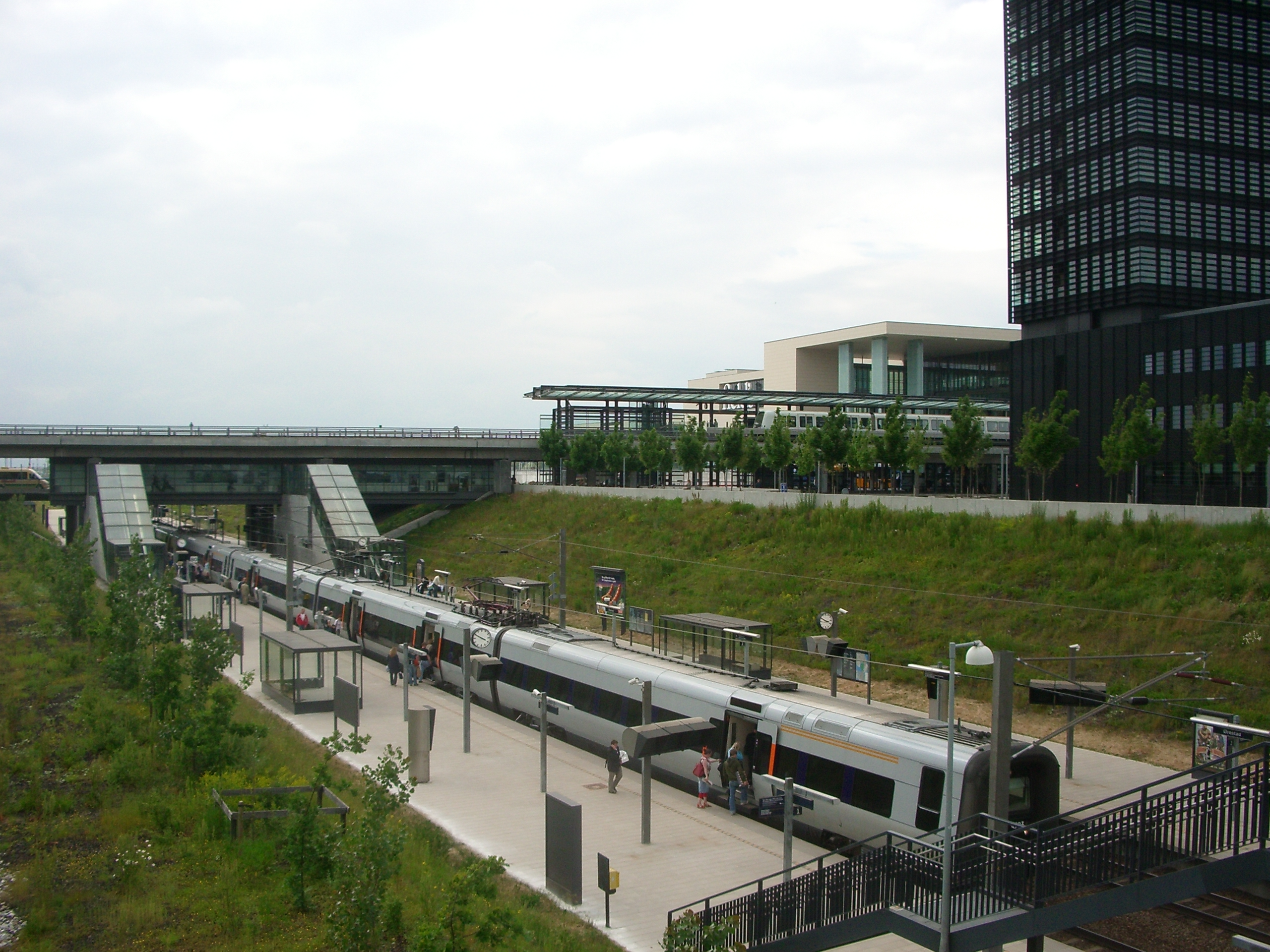
외레스타드
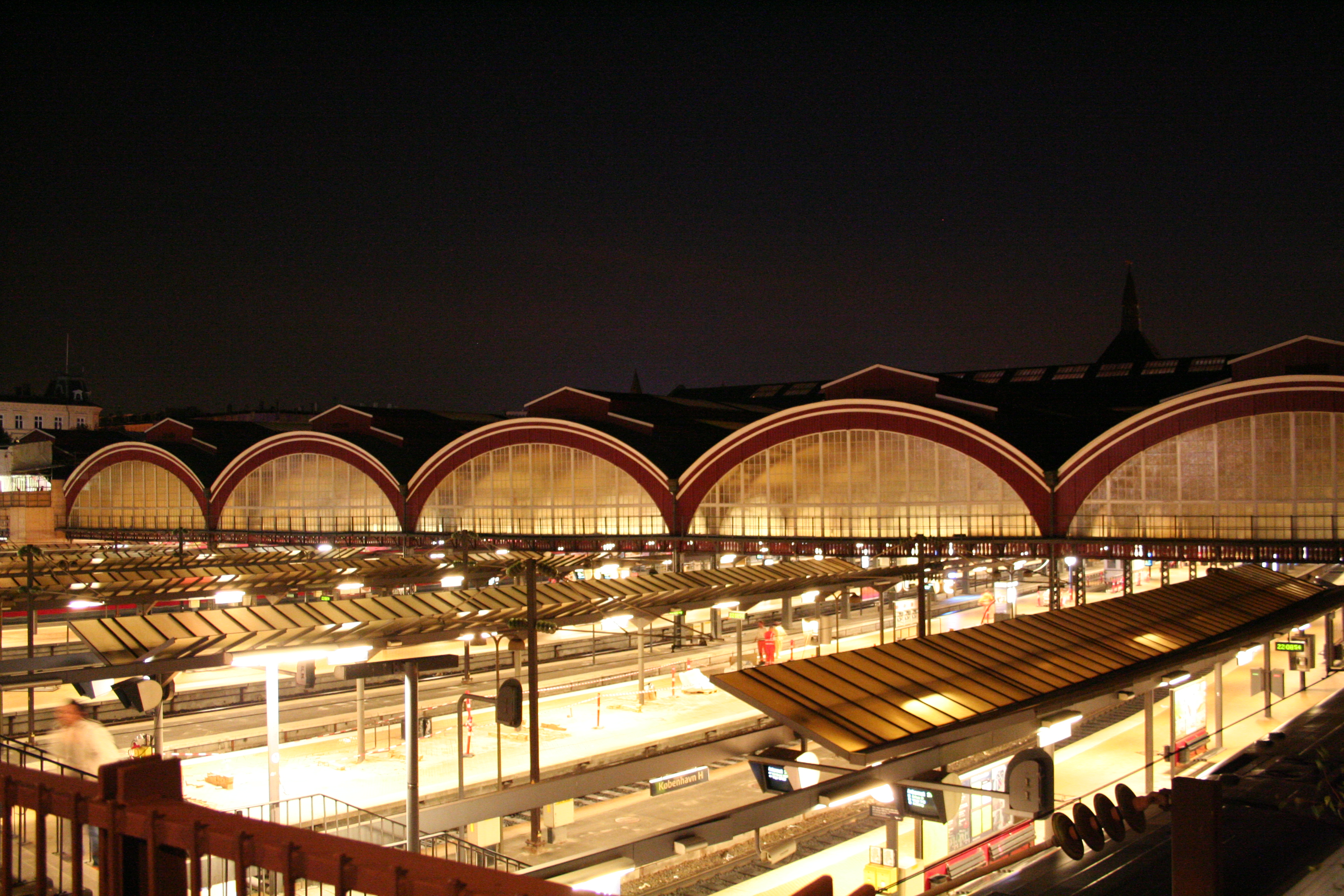
코펜하겐 H